# Acrochordonichthys guttatus
Acrochordonichthys guttatus är en fiskart som beskrevs av Ng 2001. Acrochordonichthys guttatus ingår i släktet Acrochordonichthys och familjen Akysidae. Inga underarter finns listade i Catalogue of Life.